# SagCAD
SagCAD est un logiciel libre de CAO-DAO simple d'utilisation, avec les fonctions suivantes :
Import/Export des documents DXF, Ellipse, Polylignes, Spline, B-spline, possibilité d'intégrer des programmes externes à l'aide de commandes shell, module FAO (Génération de NC-Data ISO). Import de documents NC, export PostScript, etc.
Des paquets RPM pour Red Hat 9 et SUSE 8.2 sont disponibles.